# 北大社教
北大社教，指在北京大学开展的社会主义教育运动，是在中华人民共和国高等学校中时间最长、影响最大的社会主义教育运动。

## 过程
1964年7月2日，中宣部调查组进入北京大学调查。8月29日，调查组向中宣部提交《一号报告》。
根据这些估计，调查组建议在北京大学开展社会主义教育运动。10月21日，调查组拟定了《关于在北京大学进行社会主义教育的初步计划（草稿）》。
11月初，北大社教开始，由五人小组及其领导下的工作队负责。五人小组成员是 ：张磐石（中央宣传部副部长）、刘仰峤（高等教育部副部长）、徐子荣（公安部副部长，后由侯西斌处长参加）、庞达（中央宣传部教育处副处长）、宋硕（中共北京市委大学部副部长）。张磐石任工作队队长，其他成员共270人。
11月12日，在机关总支党员大会上，工作队成员发言说，“感到有一股阴影和工作队作对，搞阴谋活动”。11月19日，调查组写出《北大调查组第二次报告》，认为北大党委的领导“实际上走的是资产阶级的道路方向”。
1965年1月11日，张磐石召开全体工作队员和活动分子紧急会议，认为“斗争形势很好”。
但是，1月14日，中共中央发布《农村社会主义教育运动中目前提出的一些问题》（《二十三条》），其中一方面首次提出社教运动的“重点是整党内走资本主义道路的当权派”，另一方面又指出社教中斗争面过宽、外来的工作队人海战术、把原来的党组织抛到一边等错误。北京市委即依据后者开始批评工作队“左”的错误。
3月3日，中共中央书记处召开会议重点讨论北大社教问题。认为北大是比较好的学校，陆平是好人犯错误。3月5日，中宣部部长陆定一来到北大作报告。3月9日至19日，中共北京市委在国际饭店召开北大党员干部会议（是为“第一次国际饭店会议”）。万里作报告时，再次肯定陆平是好同志。3月19日，在全体工作队队员会议上，中宣部副部长张子意作报告，肯定成绩的同时，着重批评了工作队的缺点和错误。
“在国际饭店会上，原来的干部以党委书记陆平为代表，他们得到市委大学部的宋硕、彭佩云等人的支持。这是一个重要的会议，由市委书记彭真亲自主持召开。在国际饭店整风会上列席的还有邓拓同志。彭真在动员大会上说：‘要根据23条的精神，要一个系一个系地整，直到思想组织都统一在党的原则上。’彭真宣布，不管是什么人，‘真理面前人人平等’，统一了的就回校，统一不了的留在国际饭店继续整，直到统一为止。会上的一切费用由市委承担，不获全胜决不收兵。”
4月2日中宣部召开社教工作队部分骨干座谈会，是为“民族饭店会议”。张子意首先传达了彭真的指示：北大社教违背了延安整风的精神，要求通过这次会议，通过纠正北大的过火斗争，使延安整风以来的党内斗争好传统在北大传下去，在全国高等学校传下去，在全国知识分子中传下去。4月6日张子意又在会议领导小组会上历述中宣部为贯彻中央精神所做的工作，特别说：今天当着同志们的面，告诉大家，“陆平是好人犯了一些错误”，这个话，是毛主席讲的。对于工作队里同《二十三条》和《中央书记处会议纪要》精神顶牛的现象和言论，作了严厉的批评。
4月28日至29日，中宣部召开全体工作队员大会，撤销张磐石队长职务，由中宣部副部长许立群任队长。除张磐石外，原工作队办公室简报组组长阮铭也撤回中宣部，由陈道（中宣部理论处长）接替，并新派理论处干事何静修和科学处干事龚育之任副组长。原工作队其他成员一概不动。
6月29日上午，彭真向工作队全体队员和北大党员干部作报告。
7月29日，北大党员干部整风学习会开始，250多人参加。是为“第二次国际饭店会议”。会议领导小组组长是许立群，副组长是北京市委书记处书记邓拓。会开了一个多月，在贯彻《二十三条》、《中央书记处会议纪要》和彭真报告的基础上，绝大多数单位隔阂有了消除，团结有了恢复，到9月4日，许立群代表领导小组宣布：除哲学、经济、技术物理三个系和校常委还要继续讨论外，其他各单位的整风学习都告一段落。
1966年1月，北大哲学系的整风完结，北大社教就此结束。:27

## 后续
1966年5月25日，聂元梓等七人在北大贴出大字报《宋硕、陆平、彭珮云在文化革命中究竟干些什么？》，据龚育之回忆，七人均是北大哲学系社教运动中的积极分子，对《二十三条》后纠“左”不满。
据聂元梓回忆录记载，她曾经听说，毛泽东说“北大社教运动是姓陆的（陆定一）整姓陆的（陆平）”。陆平的北大党委在彭真的北京市委领导之下；而整陆平的张磐石工作队由中宣部（部长陆定一）派出。北大社教在文革前的结局，是彭真得到中央书记处总书记邓小平支持，扭转了中宣部要整北大党委和陆平的势头。到文革爆发，彭真和陆定一却被毛泽东打成“彭罗陆杨”反党集团而同归于尽。